# Margaret (księżyc)
Margaret (Uran XXIII) – mały, zewnętrzny księżyc Urana, odkryty przez Scotta S. Shepparda i in. w 2003 roku.
Nazwa księżyca pochodzi od imienia służącej z komedii Williama Szekspira pt. Wiele hałasu o nic. Wcześniej nosił on tymczasową nazwę S/2003 U3.

## Orbita

Porównanie orbit satelitów nieregularnych Urana

Półoś wielka orbity tego księżyca wynosi 14,1 mln km, a jeden obieg wokół Urana zajmuje mu około 4,5 roku.
Margaret wyróżnia się spośród pozostałych księżyców nieregularnych Urana tym, że porusza się po swojej wydłużonej orbicie ruchem prostym (zgodnie z kierunkiem obrotu planety), podczas gdy wszystkie księżyce grupy Sykoraks poruszają się ruchem wstecznym, a ich odchylenie od ekliptyki wynosi 140°–170°.
Inklinacja orbity Margaret jest bliska granicy stabilności ze względu na efekt Kozai. Efekt ten sprawia, że nie są znane żadne księżyce o orbitach nachylonych pod kątami pomiędzy 60° a 140° – po odpowiednio długim czasie księżyc na takiej orbicie rozbije się o powierzchnię planety lub zostanie wyrzucony z układu.